# Chris Pérez
Pour les articles homonymes, voir Chris Perez.
Christopher Gilbert Pérez, dit Chris Pérez (né le 14 août 1969) est un guitariste américain auteur-compositeur, plus connu en tant que guitariste soliste pour le groupe Tejano Selena y Los Dinos.
Il était marié à la chanteuse Selena Quintanilla-Pérez de 1992 jusqu’à son décès en 1995.

## Jeunesse
Chris Pérez est né le 14 août 1969 à San Antonio, au Texas, de Gilbert Pérez, un programmeur d'ordinateur, et de Carmen Medina. Il est d'ascendance Mexicains-Américains[Quoi ?]. Ses parents ont divorcé en 1974 lorsqu'il avait quatre ans. Sa mère s'est remariée en 1978

## Discographie
Selena y Los Dinos
- Ven Conmigo (1990)
- Entre a mi mundo (1992)
- Selena Live! (1993)
- Amor prohibido (1994)
- Dreaming of You (1995)

Chris Perez Band
- Resurrection (1999)
- Una Noche Más (2002)

Kumbia Kings
- Duetos (2005)

Kumbia All-Starz
- Ayer Fue Kumbia Kings, Hoy Es Kumbia All Starz (2006)
- Planeta Kumbia (2008)
- La Vida De Un Genio (2010)

## Publication
- To Selena, With Love (2012)